# Obergericht Nagoya

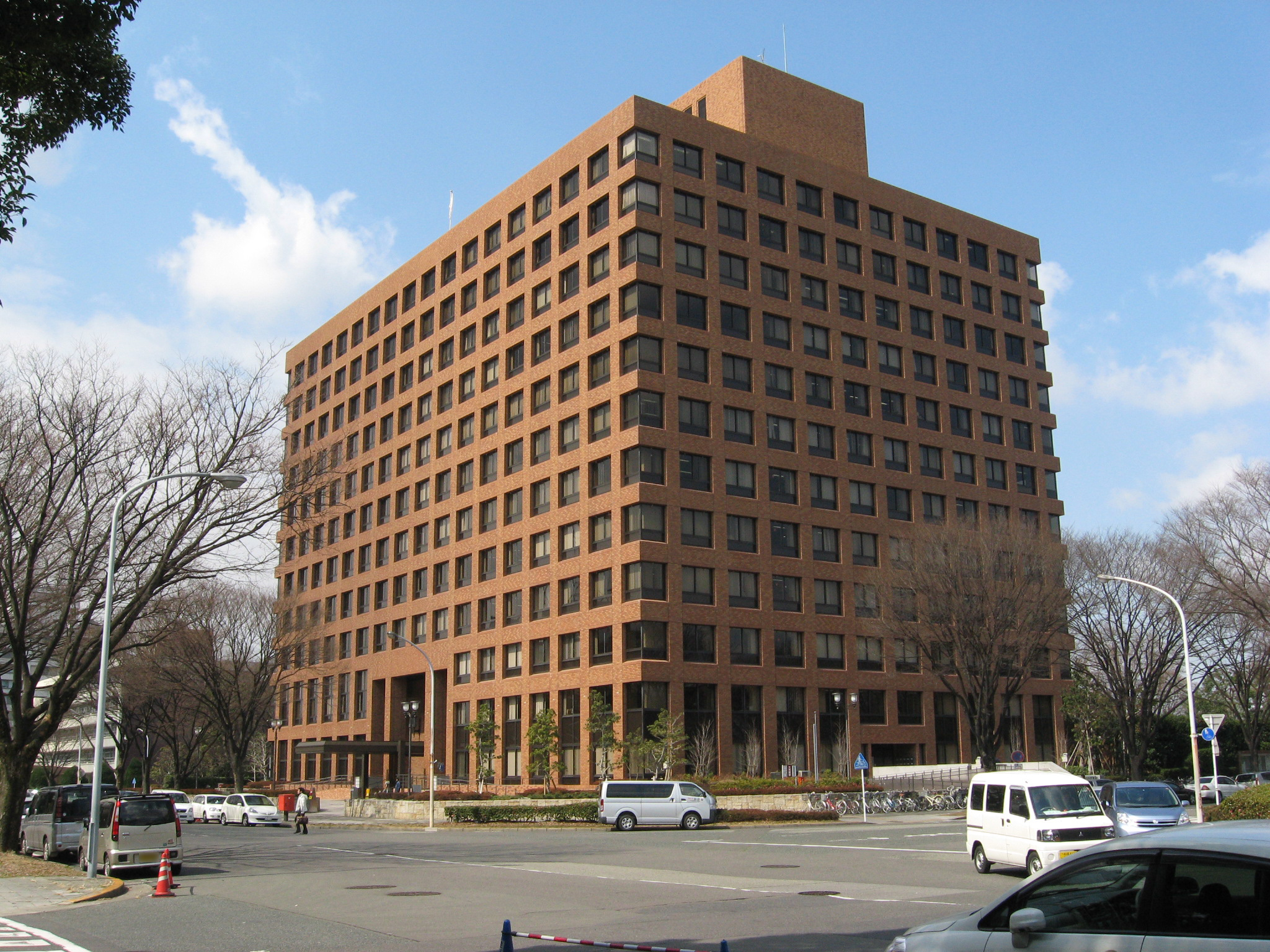
Gerichtsgebäude des Obergerichts Nagoya seit 1979

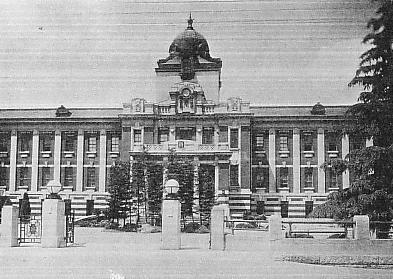
Früheres Gebäude des Appelationshofes/Obergerichts Nagoya und des Bezirksgerichts Nagoya, heute vom Stadtarchiv der Stadt Nagoya (Nagoya-shi shisei shiryōkan) genutzt und als Wichtiges Kulturgut designiert

Das Obergericht Nagoya (jap. 名古屋高等裁判所, Nagoya kōtō-saiban-sho) ist ein japanisches Obergericht mit Sitz in Nagoya.  Übergeordnet ist nur der Oberste Gerichtshof.
Vorläufer war der 1881 eingerichtete Nagoya kōso-saibansho (名古屋控訴裁判所, etwa „Appellations-/Berufungsgericht Nagoya“), ab 1886 unter dem Namen Nagoya kōso-in (名古屋控訴院, „Appellationshof/Berufungskammer“), der 1947 mit der Neuordnung des Gerichtswesens unter der Nachkriegsverfassung seine heutige Form und Namen annahm.
Der Gerichtsbezirk umfasst seit 1881 die Region Tōkai, seit 1905 die [Groß-/Doppel-]Region Tōkai-Hokuriku im Westteil der Mitte der japanischen Hauptinsel Honshū, namentlich die Präfekturen Aichi, Mie, Gifu, Ishikawa, Fukui und Toyama. Eine Zweigstelle für die drei Hokuriku-Präfekturen befindet sich seit 1948 in Ishikawas Hauptstadt Kanazawa; dort werden aber nur bestimmte Gegenstände verhandelt, andere grundsätzlich in der Zentrale in Nagoya.